# Бронхіт
Бронхіт — запальне ураження слизової оболонки бронхів.

## Етіологія
Здебільшого причиною бронхіту є віруси (грипу, парагрипу, адено-, риновіруси тощо) і бактерії (пневмококи, гемофільна паличка, стрептококи тощо). Рідше причиною бронхітів виступають грибки, контакт з алергенами або вдихання токсичних речовин. Головний механізм зараження — повітряно-крапельний, тобто вдихання інфікованих краплин слини при контакті з хворою людиною (під час розмови, кашлю, чхання).

## Патогенез
Внаслідок дії етіологічних факторів слизова оболонка бронхів набрякає й вкривається ексудатом, зменшується просвіт бронхів або ексудат може повністю закупорити його, спричиняючи ателектаз легеневої тканини. Звуження просвіту бронхів та їх закриття зменшують дихальну поверхню легень, розвивається задишка, порушується газообмін.

## Класифікація
- За глибиною ураження — поверхневі (ендобронхіти) та глибокі (панбронхіти);
- За характером запального секрету — катаральні, слизово-гнійні, гнилісні, геморагічні, некротичні;
- За поширенням — дифузні та сегментарні бронхіти.

## Бронхіт гострий
Бронхіт гострий — гостре запалення слизової оболонки бронхів, зумовлене інфекцією або вдиханням подразнювальних речовин. Розвитку хвороби часто передує охолодження. Гострий бронхіт може бути одним із симптомів загального інфекційного захворювання, наприклад при грипі.
У загальній структурі респіраторно-вірусних інфекцій цей діагноз займає близько 34 %. При цьому гострий бронхіт залишається одним з найбільш міфологізованих захворювань, які зазвичай уперто лікують антибіотиками, незважаючи на сучасні дані про його природу.
Навряд можна вважати новиною, що понад 90 % усіх гострих бронхітів мають вірусну етіологію. «На цей час встановлено, що тільки Mycoplasma pneumoniae, Chlamydia pneumoniae та Bordetella pertussis є первинними, бактеріальними збудниками неускладненого гострого бронхіту у дорослих. Вони спостерігаються у 5-10 % усіх випадків. У вакцинованих пацієнтів цей показник ще нижчий — 3 %. Немає даних про те, що Streptococcus pneumoniae, Haemophilus Influenzae або Moraxella catarrhalis спричинюють гострий бронхіт у дорослих без попереднього захворювання легенів. І звичайне медичне обстеження не дає можливості відрізняти бактеріальні бронхіти від вірусних тільки за клінічними даними», — розповідає Серхат Унал, декан медичного факультету Університету Hacettepe, Департамент медицини внутрішніх органів, відділ інфекційних захворювань (Туреччина)[джерело?].
«Етіологія гострого бронхіту здебільшого не виявляється. Наявність сезонного підйому захворюваності, вік, супутня патологія, вакцинація від вірусу грипу є важливими факторами для специфічних патогенів. Інкубаційний період при гострому бронхіті для вірусної інфекції становить 2-7 днів, при атиповій флорі він триває довше. Варто пам'ятати, що поступовий початок захворювання (протягом 2-3 днів) більш характерний для бактеріальних збудників», — відзначає Хав'єр Гарау, доцент Університету Барселони (Іспанія), керівник з питань інфекційних захворювань Hospital Universitari Mutua de Terrassa.
Серед ведучих причин розвитку гострого бронхіту визнано коронавіруси, віруси грипу, парагрипу та РС-вірус. Частка специфічних патогенів варіює залежно від таких факторів, як наявність епідемії, пора року, рівень охоплення населення вакцинацією. Найчастіше парагрип, ентеровірусні інфекції, риновірусна інфекція розвиваються восени. Грип, респіраторно-синцитіальна та коронавірусні інфекції більше спостерігаються взимку і навесні.

### Клінічні ознаки
Хвороба проявляється кашлем, часто підвищеною температурою, відчуттям саднення за грудиною, погіршенням загального самопочуття. При прослуховуванні легень можуть визначатися сухі хрипи. Хвороба перебігає тяжче в людей похилого віку та в ослаблених осіб.

### Лікування
Ситуативна патогенетична терапія: муколітики, протикашльові засоби, інгаляції, антибіотики при бактеріальному генезі бронхіту та ін. При бронхообструкції — інгаляційні β2-міметики.

### Профілактика
Полягає у загартовуванні організму. При схильності до частих загострень хвороби — санація осередків інфекції. При лікуванні гострого (неускладненого) бронхіту, застосування антибіотиків не є доцільним!

## Бронхіт хронічний
Бронхіт хронічний — хронічне запалення слизової оболонки бронхів, найчастіше пов'язане з інфекцією. Сприяє виникненню хвороби тривале паління, вдихання пилу, що містить подразнюючі речовини. Хвороба часто ускладнюється порушенням прохідності бронхів у зв'язку з бронхоспазмом та призводить до розвитку емфіземи легень, бронхоектазів. Бронхоектази в залежності від форми розширення поділяють на циліндричні, мішкоподібні, змішані.

### Клінічні ознаки
Найхарактерніший прояв хвороби — кашель іноді напади кашлю, особливо вранці з виділенням слизисто-гнійного мокротиння. При прогресуванні захворювання виникає задишка спочатку при фізичному навантаженні. Загострення хвороби протікає з посиленням кашлю та підвищенням температури. При вислуховуванні легень визначаються частіше сухі хрипи. При порушенні бронхіальної прохідності відмічаються астмоїдні явища (утруднений видих). На останній стадії розвитку з'являються симптоми емфіземи легень, хронічної інтерстиціальної пневмонії, пневмосклерозу.

### Лікування
Лікування у період загострення хвороби полягає у призначенні антибактерійних препаратів — сульфадиметоксина по 0,5 г 2 рази на день або антибіотиків — пеніцилін по 300 000 ОД 3-4 рази на день. При наявності астматичного компоненту показане введення бронхорозширюючих засобів (ефедрин, еуфілін, алупент). При порушенні відходження мокротиння показані відхаркувальні засоби. Важливе значення має дихальна гімнастика, кліматолікування, наприклад на Південному березі Криму.